# عبد الله ياتما
عبد الله ياتما (ولد في 10 أغسطس 1989 في نواكشوط، موريتانيا) لاعب كرة قدم موريتاني يجيد اللعب في مركز المهاجم. لا يرتبط حاليا بعقد مع أي نادي.